# Kolcér
Kolcér (Colțirea), település Romániában, a Partiumban, Máramaros megyében.

## Története
'Kolcér nevét 1405-ben említette először oklevél Kolchua néven.
1424-ben Kelcher, 1470-ben Kolthera, 1475-ben Kolczeer alakban írják.
A település egykor a kővári uradalomhoz tartozott.
A 18. század vége felé a Peley család szerezte meg, az övék volt egészen a 19. század közepéig.
1910-ben 410 lakosából 33 magyar, 14 német, 363 román volt. Ebből 362 görögkatolikus, 5 református, 41 izraelita volt.
A trianoni békeszerződés előtt Szatmár vármegye Nagysomkúti járásához tartozott.

## Nevezetességek
- Görögkatolikus temploma - az 1800-as években épült.

## Hivatkozások

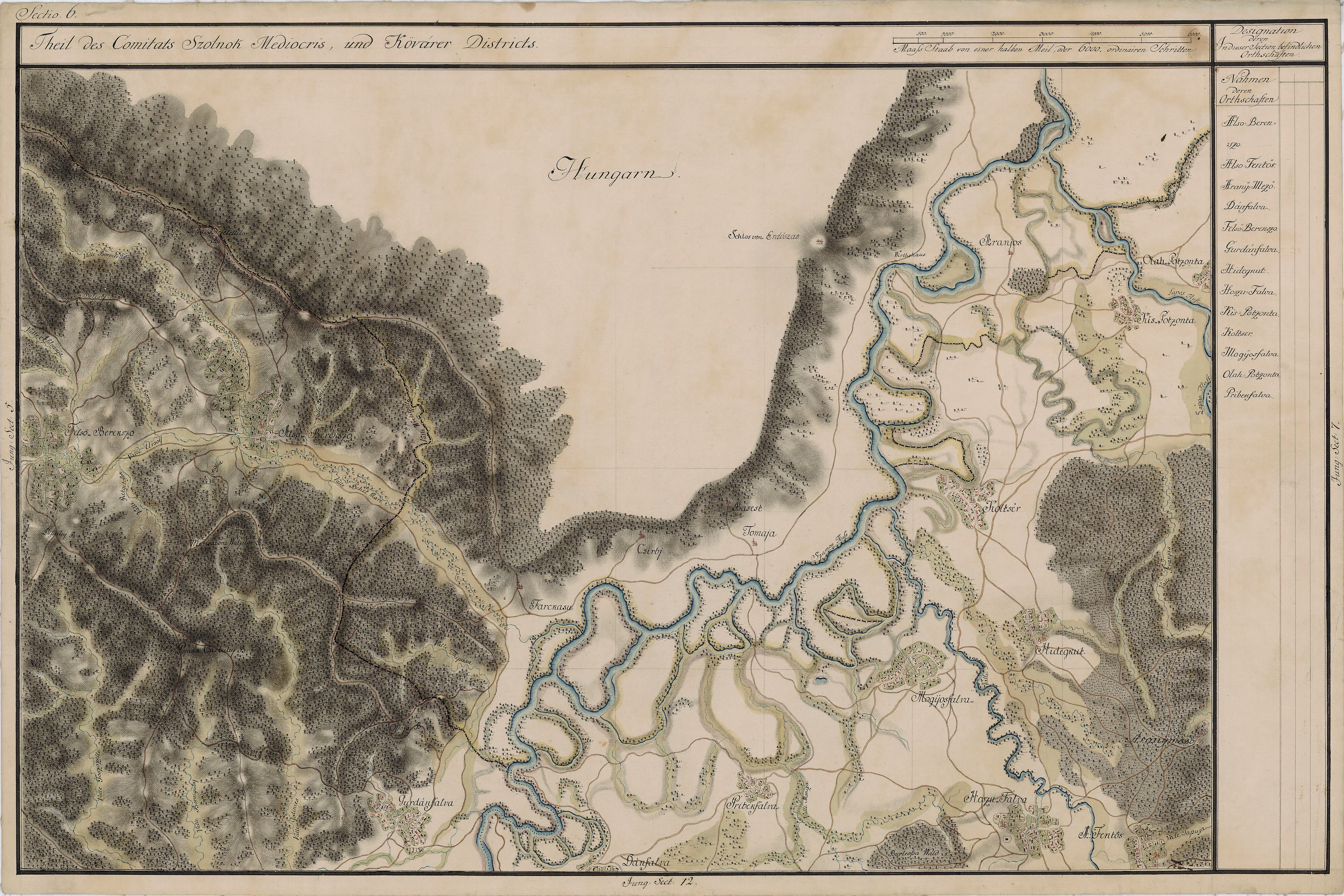
Kolcér egy 1700-as évekből való térképen